# أنيكو كانتر
أنيكو كانتر (بالمجرية: Kántor Anikó)‏ (من مواليد 26 مارس 1968 في بودابست )  هي لاعبة كرة قدم سابق في الفريق المجري. تعمل حاليًا كمدرب لكرة اليد. حصلت على الميدالية البرونزية في دورة الألعاب الأولمبية الصيفية لعام 1996 في أتلانتا، وحصلت أيضًا على الميدالية الفضية في دورة الألعاب الأولمبية الصيفية لعام 2000 في سيدني.

## روابط خارجية
- أنيكو كانتر على موقع أوليمبيديا (الإنجليزية)
- أنيكو كانتر على موقع اللجنة الأولمبية المجرية (الهنغارية)